# 白云峰 (长白山)
白云峰又名层岩，是长白山的主峰，:32位于长白山天池西侧。海拔2691米，是中国东北地区最高的山峰。:293